# 東京博善
東京博善株式会社（とうきょうはくぜん、英: Tokyohakuzen Company, Limited.）とは、東京都内において6ヶ所の斎場（火葬場）を直営する企業である。広済堂ホールディングスグループの1つ。

## 概要
1887年（明治20年）6月、実業家で政治家の木村荘平が日暮里村につくられた火葬場を運営するために東京博善を創業。その後都内の斎場を次々と吸収合併していった。大正期になると、医学博士であり貴族院議員であった金杉英五郎が社長に就任。金杉は環境衛生医学者の立場から燃料研究と無煙無臭火葬の実現、且つ社会施設としての火葬場の尊厳を使命に経営にあたった。
その後、経営的観点ではなく、宗教的な精神に基づく運営が必要だという見解から、日蓮宗大本山法華経寺貫主の宇都宮日綱社長、日蓮宗堀之内妙法寺を代表し藤井教詮監査役らが任命され、宗教的・社会的使命の立場に立った運営がなされた。
1985年（昭和60年）になると経営は僧侶の手を離れ、1992年（平成4年）には廣済堂（現・広済堂ホールディングス）が筆頭株主となり、現在に至る。

## 沿革
- 1887年（明治20年）6月 - 日暮里村の火葬場運営を請け負うため、木村荘平が東京博善を創業[3]。東京では前年にコレラが大流行し、遺体の累積と異臭問題で市民の間で火葬場移転の請願運動が勃発していた[3]。
- 1918年（大正7年）12月 - 桐ケ谷火葬場を任せられ、博善株式会社が火葬業とともに葬祭業を始める[3][4]。
- 1921年（大正10年）4月 - 町屋、砂町、落合、代々幡の各斎場を事業所として金杉英五郎を社長に東京博善株式会社を設立。
- 1926年（大正15年） - 妙香寺 (横浜市)住職で法華経寺貫主の宇都宮日綱が社長に就任、以降1985年まで、中山理々、宇都宮鐵彦と僧侶の社長が3代続いた[5]。
- 1927年（昭和2年）2月 - 株式会社天親館（現四ツ木斎場）を合併。
- 1929年（昭和4年）11月 - 博善株式会社の火葬業（現桐ケ谷斎場）を合併。博善株式会社は神田鎌倉町に葬儀相談所を設け葬儀を専業として存続[3]。
- 1961年（昭和36年）12月 - 日進起業株式会社（現堀ノ内斎場）を合併。
- 1965年（昭和40年）10月 - 砂町斎場を閉鎖。

### 廣済堂系列へ
- 1983年（昭和58年） - 廣済堂創業者の桜井文雄（義晃）が筆頭株主となる[6]。
- 1985年（昭和60年）10月 - 桜井文雄が会長兼社長に就任[5][4]。
- 1989年（平成元年） - 四ツ木斎場の煙突撤去と無煙化を皮切りに、堀ノ内、町屋、代々幡、桐ヶ谷、落合各斎場を随時建て替え（2000年まで）[4][6]
- 1992年（平成4年） - 株式会社廣済堂（現・広済堂ホールディングス）が出資し、筆頭株主となる。
- 1994年（平成6年） - 廣済堂取締役の大野孝に社長交代[5]。
- 2004年（平成16年） - 常務の浅岡眞知子が社長に昇任[7]
- 2016年（平成28年）11月 - 四ツ木斎場・お花茶屋会館建替え完成[4]
- 2018年6月 - 法務省出身の西田博が社長就任[8]。
- 2019年（令和元年）6月 - 廣済堂部長の渡邊義和が社長就任[8]。
- 2020年（令和2年）3月 - 廣済堂の完全子会社となる[9]。「東京博善の経営を尊重すること」「廣済堂のコア事業にエンディング事業を加えること」「廣済堂は東京博善を今後10年間は売却しないこと」が条件とされた[10]。
- 2022年（令和4年）4月- 廣済堂専務の根岸千尋が社長就任、同年10月、TSOより「エンディング産業展」事業を譲り受ける[11]、東京博善あんしんサポート株式会社を設立。
- 2023年（令和5年） 6月 - 副社長の和田翔雄が社長に昇任、同年12月、東京博善労働組合が結成[12]
- 2025年（令和7年）6月 - 廣済堂経営企画部長・当社取締役の野口龍馬が社長に昇任[13]。8月、来年3月末での特別区区民葬の取り扱い終了を特別区区長会など関係各位に通告[14][15]。

## 直営斎場
同社は東京23区において約7割の火葬を行っており、直営斎場はどれも火葬場、葬祭ホール、遺体安置所、休憩室、喫茶室などがある総合斎場となっている。明るく近代的な建物・施設で環境問題にも配慮された無煙無臭火葬システムも導入している。
- 落合斎場
- 桐ヶ谷斎場
- 堀ノ内斎場
- 町屋斎場
- 四ツ木斎場
- 代々幡斎場

堀ノ内斎場、四ツ木斎場以外の斎場には「特別殯館」と呼ばれる区画があり、主にVIPの火葬に利用される。一般皇族も第二次世界大戦後は火葬とされたため、「特別殯館」がある斎場に運ばれる。2014年の宜仁親王のケースでは落合斎場が使われた。また、四ツ木斎場には「特別殯館」よりも更にグレードの高い「貴殯館」と呼ばれる区画があり、火葬料金は1体28万円と日本一高額である。

### 火葬料金問題
火葬料金を巡って、近隣の公営斎場の使用料の2倍かそれ以上の料金のため、批判の声が上がっている。厚生労働省は令和4年（2022年）11月24日付で「火葬場経営が利益追求の手段となって、利用者が犠牲になるようなことはあってはならない」との通達を各自治体宛に出した
また、葬祭業者を対象にサイトでの自社の火葬場利用の掲載を禁じたガイドラインを通告したことにより、2022年11月9日開催の第210回国会で、大西健介委員よりこの優越的な地位や値上げの問題が採り上げられたほか、2024年8月には東京23区の区長で構成している特別区長会が厚生労働省に対して、民間事業者に収支の透明性を示すよう義務付ける法整備を求める事態となった。

## エンディング産業展
2023年よりTSOより譲り受けた「エンディング産業展」を年1回の頻度で開催している。
- 第09回 - 2023年8月29日 - 31日、東京ビッグサイト南展示棟[22]
- 第10回 - 2024年8月28日・29日、東京ビッグサイト南展示棟[23]